# Spike (rapper)
Spike, pseudonimo di Paul Mărăcine (Bucarest, 21 aprile 1985), è un rapper rumeno.

## Biografia
Spike è stato candidato per la prima volta ai Romanian Music Awards per la prima volta nell'edizione del 2010, occasione in cui si è conteso il riconoscimento al miglior hip hop per Scandal. In precedenza, ha pubblicato gli album in studio Relații cu publicul (2006) e Rămânem prieteni (2009).
È stato candidato nuovamente ai RMA nel 2011, gareggiando per il riconoscimento al miglior hip hop con Realitate. Ha poi fatto uscire gli LP Lumea lui Paul (2015) e Propaganda (2018).
Zeu (2021), candidato per un Romanian Music Award, è stato il suo primo ingresso nella Romania Songs di Billboard.

## Discografia

### Album in studio
- 2006 – Relații cu publicul
- 2009 – Rămânem prieteni
- 2015 – Lumea lui Paul
- 2018 – Propaganda

### Singoli
- 2007 – Vara (feat. Achi)
- 2017 – Pareri
- 2019 – Cloud9 (con Kubi)
- 2019 – Salcamii
- 2020 – Rockstar
- 2020 – Paparude
- 2020 – Anotimpuri (con Andia)
- 2021 – Jumatati (con Senet e Killa Fonic)
- 2021 – Ti cerco dove sei (con Jenesy)
- 2021 – Zeu
- 2022 – Muguri
- 2022 – Naufragiat
- 2022 – Lume
- 2022 – Solo (con Jenesy)
- 2023 – Taximetristi
- 2023 – Copacul (con Smiley)
- 2023 – Colpo di Sole (con Jenesy)
- 2023 – X3 (con Jenesy)
- 2024 – Dela dela